# Verclas-Uhr

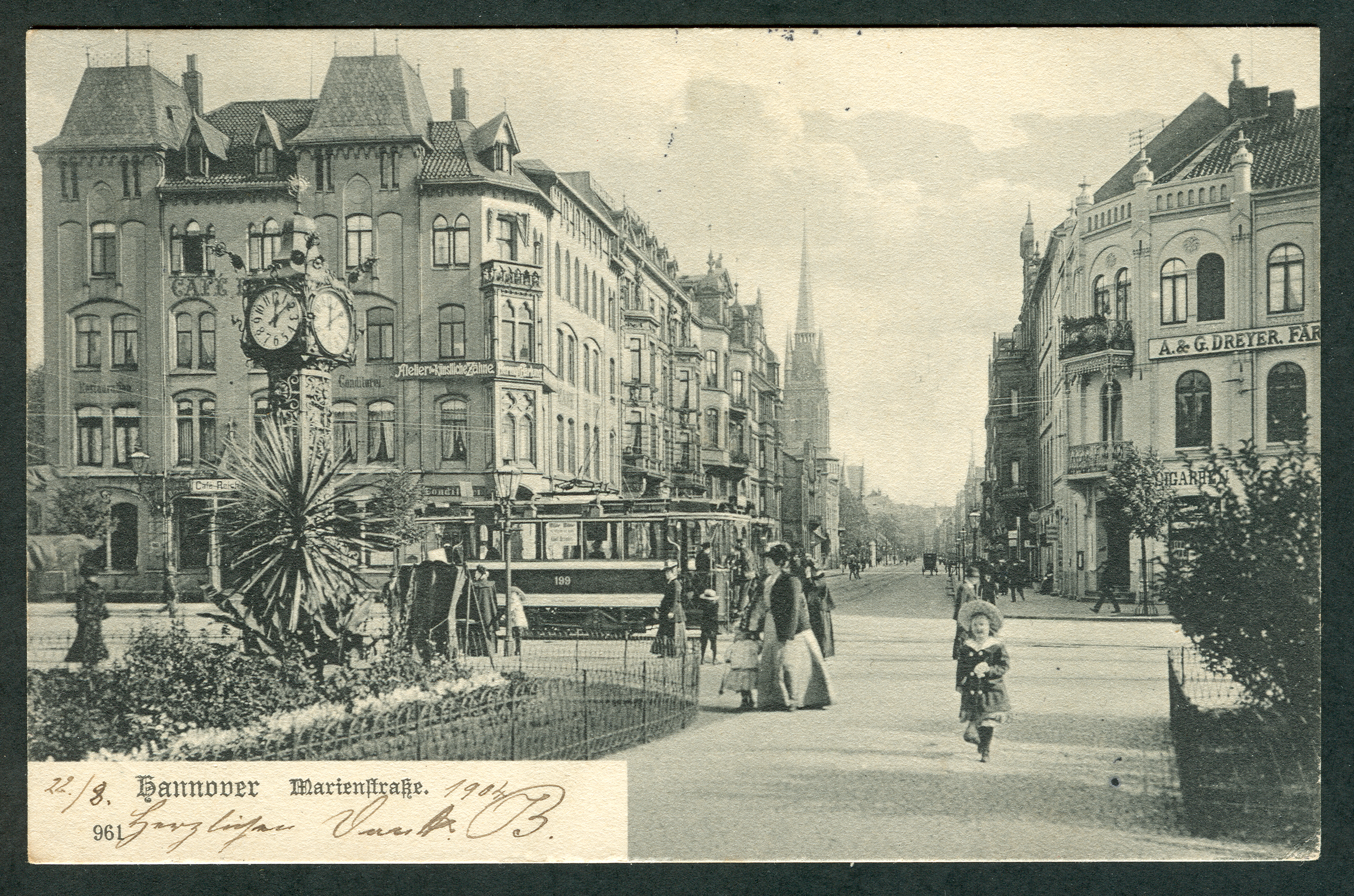
Die Verclas-Uhr im Vordergrund links zwischen Palmen auf dem Aegidientorplatz vor dem Café Rabe in der Fluchtlinie der Marienstraße;
Ansichtskarte (Lichtdruck) Nummer 961 von Karl F. Wunder, um 1900

Die Verclas-Normaluhr war eine im 19. Jahrhundert aufgestellte Normaluhr auf dem Aegidientorplatz in Hannover. Der Anfang der 1950er Jahre demontierte „Aegi-Chronometer“ und das türmchenartige Kunstwerk aus Schmiedeeisen gelten heute als verschollen.

## Geschichte
Anfang der 1970er Jahre veröffentlichte die Hannoversche Allgemeine Zeitung eine kommentierte Serie mit historischen Ansichten Hannovers unter dem Obertitel Bilder aus dem Pappkarton. In der Folge 23 mit dem Titel Auf dem Aegi zwischen Rasen und Rabatten wurde unter anderem „eine Normaluhr mit allerhand verschnörkeltem gußeisernen Zierrat“ beschrieben. Daraufhin meldete sich die ihrerzeit bereits im Ruhestand befindliche Oberin Ursula Müller, Enkelin des Kunst- und Bauschlossers Gustav Verclas.
Nach Angaben Müllers war das Uhrtürmchen am Schaft mit einem schmiedeeisernen floralen Gitterwerk mit Sonnenblumenblüten umrankt, ähnlich wie die oberhalb der vier Zifferblätter an den Ecken weit hinausragenden Blüten. Zudem legte Ursula Müller dem Historiker Franz Rudolf Zankl mehrere Fotografien aus dem Familienalbum des Uhren-Schöpfers vor. Doch weder im Historischen Museum Hannover noch im Stadtarchiv Hannover konnten seinerzeit genauere Dokumente zur Verclas-Uhr aufgefunden werden, auch nicht die angebliche Stiftungs-Urkunde von Verclas, die zuvor beim Abbau der Uhr 1951 aufgefunden worden sein soll. Lediglich eine Karteikarte hatte sich 1972 gefunden mit der Feststellung: „Am 18. Mai 1877 wurde auf dem Aegidientorplatz eine Normaluhr aufgestellt“.

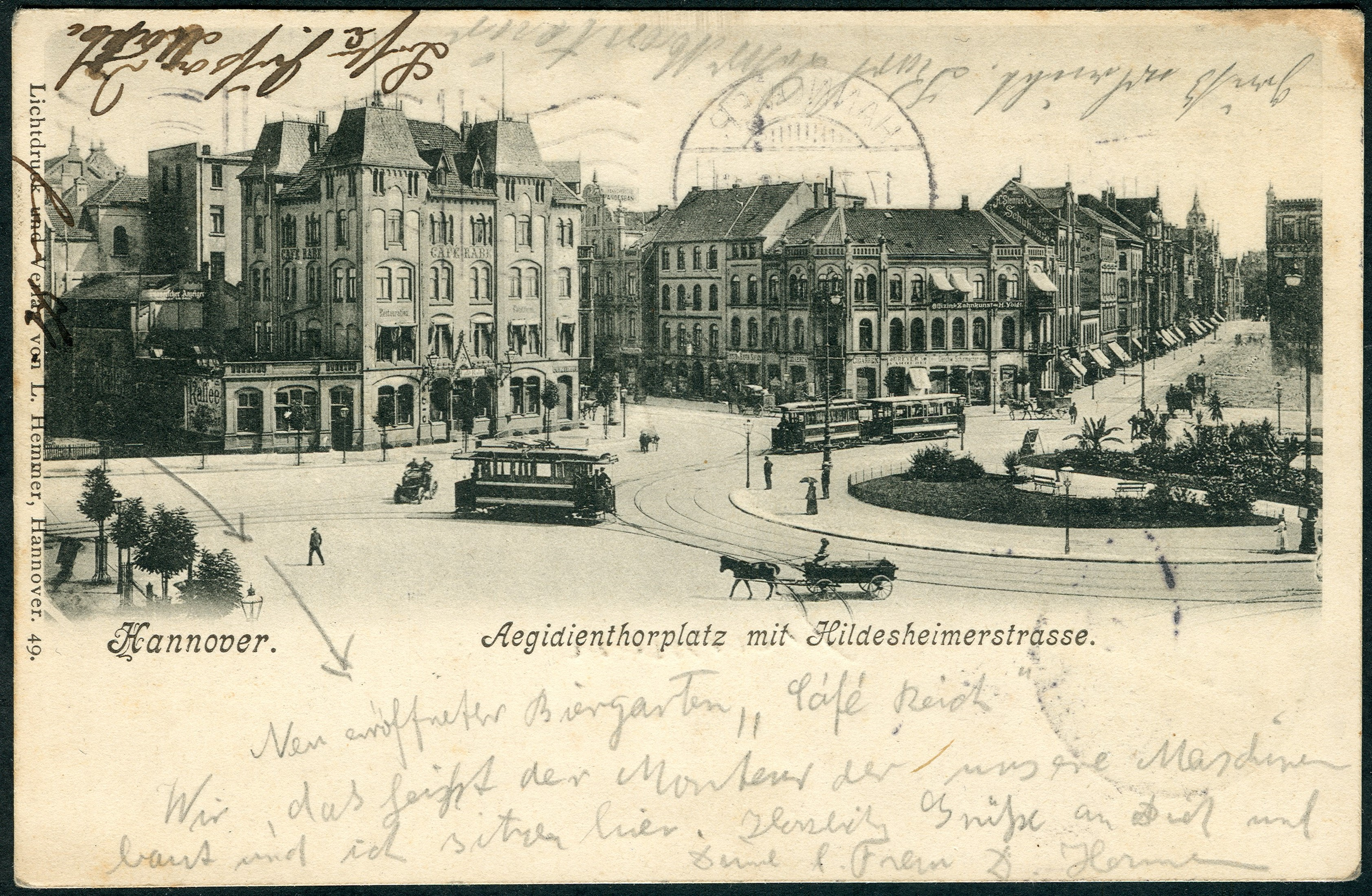
Blick in Richtung Hildesheimer Straße: Das Rondell im Zentrum des Aegis – ohne Normaluhr;
Ansichtskarte Nummer 49 von Ludwig Hemmer

Laut dem Stadtlexikon Hannover war die in der Gründerzeit des Deutschen Kaiserreichs 1877 gestiftete Normaluhr am Aegi sogar älter als die bekanntere Kröpcke-Uhr. Die Verclas-Normaluhr stand lange in der von dem hannoverschen Gartendirektor Julius Trip in den Jahren 1890 bis 1895 als ovaler Schmuckplatz gestalteten Grünfläche im Zentrum des Platzes.

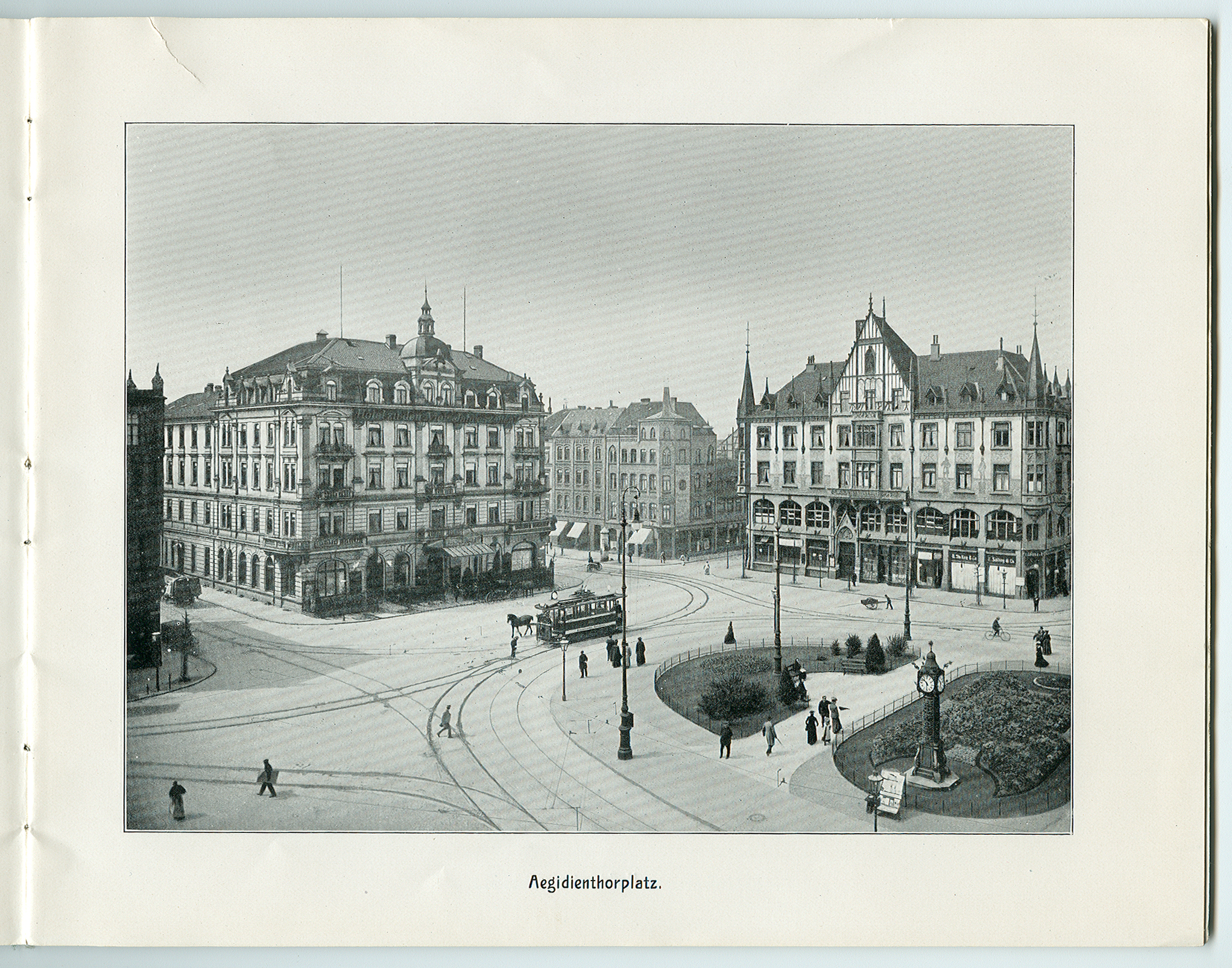
Die Verclas-Uhr im Vordergrund rechts, gesehen vom Standort des späteren Hansa-Hauses mit Blick in Richtung des späteren Friedrichswall-Durchbruchs;
um 1905, Foto von Karl F. Wunder, Druck von Gerhard Blümlein, Frankfurt am Main

In den Jahren 1908 bis 1912 bepflanzte der Gartendirektor Heinrich Zeininger den Aegidientorplatz neu. Dabei wollte auch „Zeiniger“ laut Friedrich Lüddeckes Schilderungen in seinem Buch Hannover wie es damals war den Aegidientorplatz als „gediegenen Vorplatz“ der Stadt gestalten, im Zentrum des Platzes mit Staketten um Rasen und Rabatten, Ruhebänken und einem ganzen Hain aus Palmen. Bei der Gestaltung der Grünflächen soll „Zeiniger“ die eigene Gute Stube vor Augen gehabt haben, die wie viele gutbürgerliche Salons der Belle Epoque Stellagen mit ein bis drei Palmen präsentierten. Die schnörkelig verspielte Verclas-Uhr passte sich dabei wie eine Standuhr in die Architektur des „gediegenen Vorplatzes“ ein und wurde als „das I-Tüpfelchen“ dieser Ausgestaltung angesehen.
Die Verclas-Uhr überdauerte nahezu ein dreiviertel Jahrhundert an ihrem Standort, überstand die Zerstörungen durch die Fliegerbomben während der Luftangriffe auf Hannover im Zweiten Weltkrieg. Erst in der Nachkriegszeit, als Anfang der 1950er Jahre rund um den Aegidientorplatz der Lärm von Presslufthämmern, Spitzhacken und Schaufeln vom Wunder von Hannover, von der Autogerechten Stadt und vom Wiederaufbau der nunmehrigen niedersächsischen Landeshauptstadt unter veränderten Vorzeichen zeugten, wurde Verclasens Normaluhr behutsam demontiert. Gegenüber der Öffentlichkeit war von offizieller Seite ein späterer Wiederaufbau an anderer Stelle „nicht ausgeschlossen“.

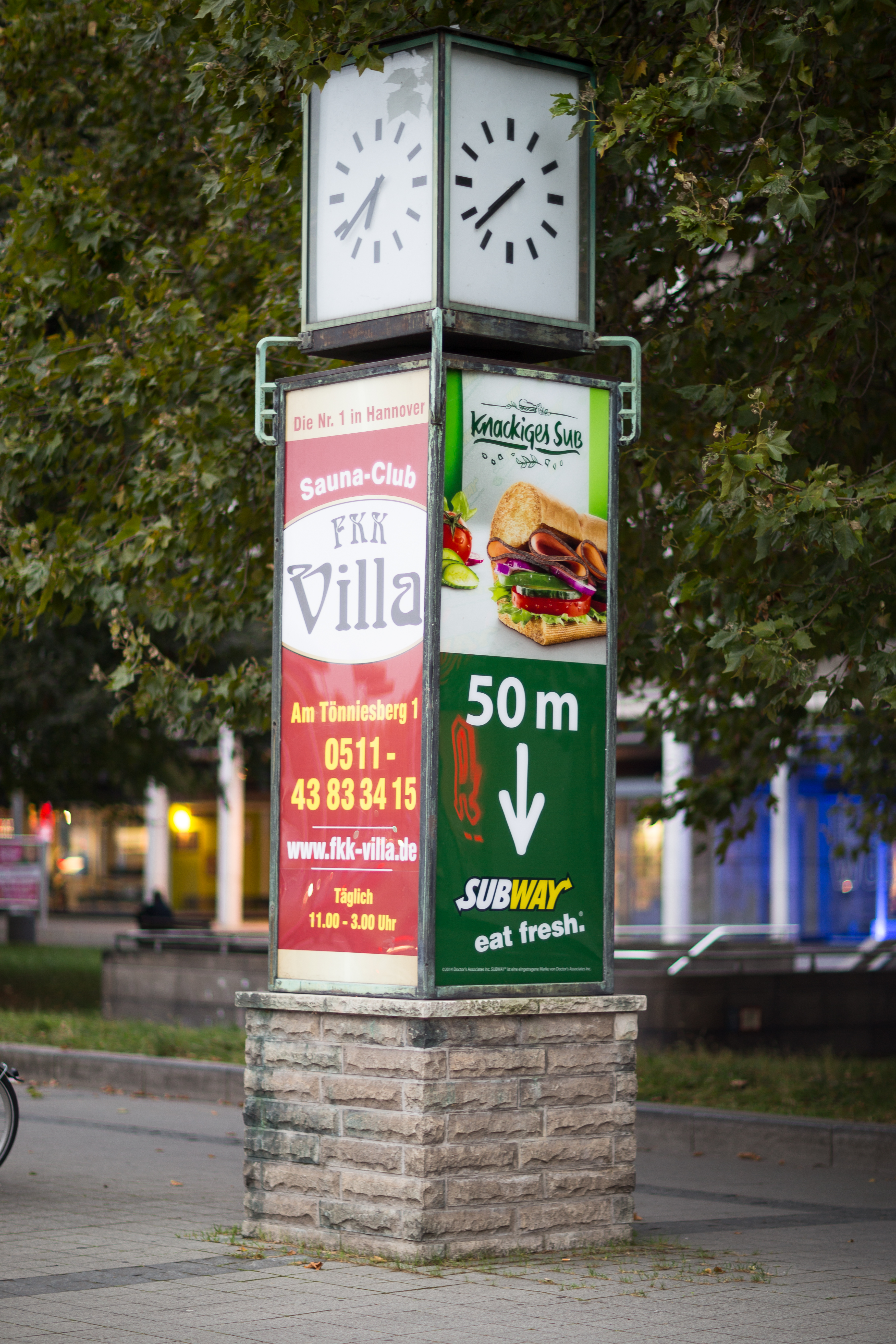
Die denkmalgeschützte moderne Falke-Uhr wurde später am Aegi aufgestellt als eine von zehn erhaltenen von Adolf Falke

Beim „sorgfältigen“ Abbau der Verclas-Uhr am 22. August 1951 konnte die „zuständige Stelle“ der Stadtverwaltung seinerzeit jedoch noch keine konkreten Auskünfte darüber geben, wo die Uhr – im Sinne einer Translozierung – später einmal wieder aufgebaut werden sollte; ähnlich wie beispielsweise die Kröpcke-Uhr. Anfang der 1970er führte eine „Umfrage“ durch das Presseamt der Stadt Hannover bei den städtischen Lagerplätzen dann jedoch lediglich zu der Feststellung: „Die Uhr ist nicht auffindbar.“

## Eine jüngere Normaluhr
1956 hatte die Stadt Hannover eine andere Normaluhr – ähnlich derjenigen übergangsweise auch am Kröpcke errichteten – am Aegidientorplatz aufstellen lassen. Sie wurde später jedoch zum Georgsplatz umgesetzt.